# Hein van der Burg
Heinrich Johann Christian Wilhelm (Hein) van der Burg (Amsterdam, 29 april 1882 - Voorburg, 20 januari 1955) was de eerste Nederlander die een vliegtuig naar eigen ontwerp bouwde en vloog. 
Heinrich van der Burg werd in 1906 Nederlands kampioen motorrennen. In 1910 begon hij met de bouw, gewoon bij zijn ouders op zolder in Amsterdam. Later week hij uit naar Den Haag en na veel inspanning vloog zijn toestel, geïnspireerd op de Blériot, als eerste in Nederland gebouwd toestel op 28 januari 1911 op het vliegterrein Ede. Later heeft hij hier nog meer demonstraties mee gegeven.
Heinrich van der Burg werd daarna directeur van de eerste vliegschool in Nederland, de in 1909 opgerichte Vliegschool Molenheide in Gilze en Rijen opgericht door de Eerste Nederlandsche Vliegvereeniging. Ook hier maakte hij een viertal Blériot-achtige vliegtuigen. 
Toen hij eenmaal in 1914 trouwde met de tien jaar jongere Aaltje Janzen uit Meppel moest hij de "gevaarlijke" hobby opgeven. De inboedel van de vliegschool werd toen opgekocht door Joop Carley en verhuisde naar Ede.